# Pieter Heemeryck
Pieter Heemeryck, né le 11 décembre 1989 à Vilvorde, est un triathlète professionnel belge, champion de Belgique en 2014.

## Palmarès
Le tableau présente les résultats les plus significatifs (podium) obtenus sur le circuit national et international de triathlon depuis 2014,.
| Année | Compétition                               | Pays               | Position          | Temps           |
| ----- | ----------------------------------------- | ------------------ | ----------------- | --------------- |
| 2023  | Ironman Portugal                          | Portugal           | Médaille d'or     | 7 h 50 min 6 s  |
| 2023  | Ironman 70.3 Knokke-Heist                 | Belgique           | Médaille d'or     | 3 h 39 min 45 s |
| 2023  | Ironman 70.3 Tallinn                      | Finlande           | Médaille d'or     | 3 h 36 min 55 s |
| 2023  | Ironman Hambourg                          | Allemagne          | Médaille d'argent | 7 h 31 min 0 s  |
| 2022  | Ironman Suède                             | Suède              | Médaille d'argent | 7 h 46 min 38 s |
| 2019  | Championnat du monde Challenge            | Slovaquie          | Médaille d'argent | 3 h 39 min 21 s |
| 2019  | Challenge Peguera Mallorca                | Espagne            | Médaille d'or     | 3 h 49 min 57 s |
| 2019  | Challenge Davos                           | Suisse             | Médaille d'or     | 3 h 27 min 59 s |
| 2019  | Challenge Salou                           | Espagne            | Médaille d'or     | 3 h 46 min 40 s |
| 2019  | Challenge Gran Canaria                    | Espagne            | Médaille d'or     | 4 h 0 min 44 s  |
| 2019  | Challenge Geraardsbergen                  | Belgique           | Médaille d'or     | 3 h 52 min 49 s |
| 2018  | Challenge Daytona                         | États-Unis         | Médaille d'or     | 2 h 27 min 45 s |
| 2018  | Challenge Sardaigne                       | Italie             | Médaille d'or     | 3 h 43 min 42 s |
| 2018  | Challenge Geraardsbergen                  | Belgique           | Médaille d'or     | 3 h 51 min 17 s |
| 2017  | Challenge Prague                          | République tchèque | Médaille d'or     | 3 h 47 min 45 s |
| 2016  | Challenge Paguera-Majorque                | Espagne            | Médaille d'or     | 3 h 56 min 2 s  |
| 2015  | Championnats de Belgique moyenne distance | Belgique           | Médaille d'or     | 3 h 53 min 5 s  |
| 2015  | 5150 Zurich                               | Suisse             | Médaille d'or     | 1 h 49 min 29 s |
| 2014  | Championnats de Belgique                  | Belgique           | Médaille d'or     | 2 h 5 min 30 s  |